# Mursabek Imanalijewitsch Imanalijew
Mursabek Imanalijewitsch Imanalijew (russisch Мурзабек Иманалиевич Иманалиев, englische Transkription Murzabek I. Imanaliev; * 13. September 1931 in Kajyngdy (Kemin); † 24. Februar 2017 in Bischkek) war ein kirgisisch-sowjetischer Mathematiker und Hochschullehrer.

## Leben
Imanalijew besuchte die Dorfschule und war 1946 Rechnungsführer des Kolchos Kajyngdy. Nach dem Abschluss der Mittelschule Nr. 5 in Frunse 1949 studierte er an der physikalisch-mathematischen Fakultät der Kirgisischen Staatlichen Universität (KGU) in Frunse mit Abschluss mit Auszeichnung 1953. Es folgte die dreijährige Aspirantur an der KGU und der Lomonossow-Universität Moskau. 1956 verteidigte er seine Kandidat-Dissertation über Lösungen spezieller Integro-Differentialgleichungen. Als Kandidat der physikalisch-mathematischen Wissenschaften lehrte er nun an der KGU. 1960 wurde er Doktorand im Polytechnischen Institut Frunse. 1965 wurde er zum Doktor der physikalisch-mathematischen Wissenschaften promoviert und 1966 zum Professor ernannt.
Im März 1966 wurde Imanalijew Direktor des Instituts für Physik und Mathematik der Akademie der Wissenschaften (AN) der KiSSR. Sein Arbeitsgebiet war die Theorie der Integro-Differentialgleichungen und ihre Verwendung in den angewandten Wissenschaften. Er wurde Korrespondierendes Mitglied der AN-KiSSR (1969) sowie Mitglied des Exekutivkomitees der Internationalen Mathematischen Union und Referent der Mathematical Reviews (1973). 1976–1979 war er Rektor der KGU. 1979 wurde er Wirkliches Mitglied der AN-KiSSR und ihr Präsident als Nachfolger Mussa Mirsapajasowitsch Adyschews. 1981 wurde er Korrespondierendes Mitglied der Akademie der Wissenschaften der UdSSR.
1984 wurde Imanalijew Direktor des Instituts für Theoretische und Angewandte Mathematik der AN-KiSSR. Nachfolger Imanalijews als Präsident der AN-KiSSR wurde 1989 Nikolai Pawlowitsch Lawjorow. 1977–1989 war Imanalijew Abgeordneter der KiSSR im Nationalitätensowjet des Obersten Sowjets der UdSSR.

## Ehrungen, Preise
- Orden des Roten Banners der Arbeit (1979)
- Verdienter Wissenschaftler der KiSSR (1981)
- Manas-Orden III. Klasse (1997), I. Klasse (2003)
- Ehrenmitglied des Beraterkollegiums des American Biographical Institute (2000)